# Podastinjsko Brdo
Podastinjsko Brdo je naseljeno mjesto u općini Kiseljak, Federacija Bosne i Hercegovine, BiH.

## Stanovništvo

### 1991.
Nacionalni sastav stanovništva 1991. godine, bio je sljedeći:
ukupno: 39
- Muslimani - 22
- Hrvati - 16
- ostali, neopredijeljeni i nepoznato - 1

### 2013.
Na popisu stanovništva 2013. godine bilo je bez stanovnika.